# Abraham de Verwer
Abraham de Verwer (mezi 1585 a 1600 pravděpodobně v Haarlemu – 1650 v Amsterdamu) byl holandský malíř zaměřující se na malby marin, lodí a přístavů.

## Životopis
Jako malíř je poprvé zmiňován v roce 1617 v Amsterdamu. Jeho učitel není znám, ale podle některých podobností lze usuzovat, že jej učil nebo silně ovlivnil Hendrick Cornelisz Vroom (1563–1640). V letech 1637–1639 pracoval v Paříži. Od roku 1641 se opět zdržoval v Amsterdamu, kde žil pravděpodobně až do své smrti v roce 1650. Kromě malířství působil rovněž jako inženýr. Vedle obvyklých obrazů lodí maloval také smyšlené lodní bitvy.

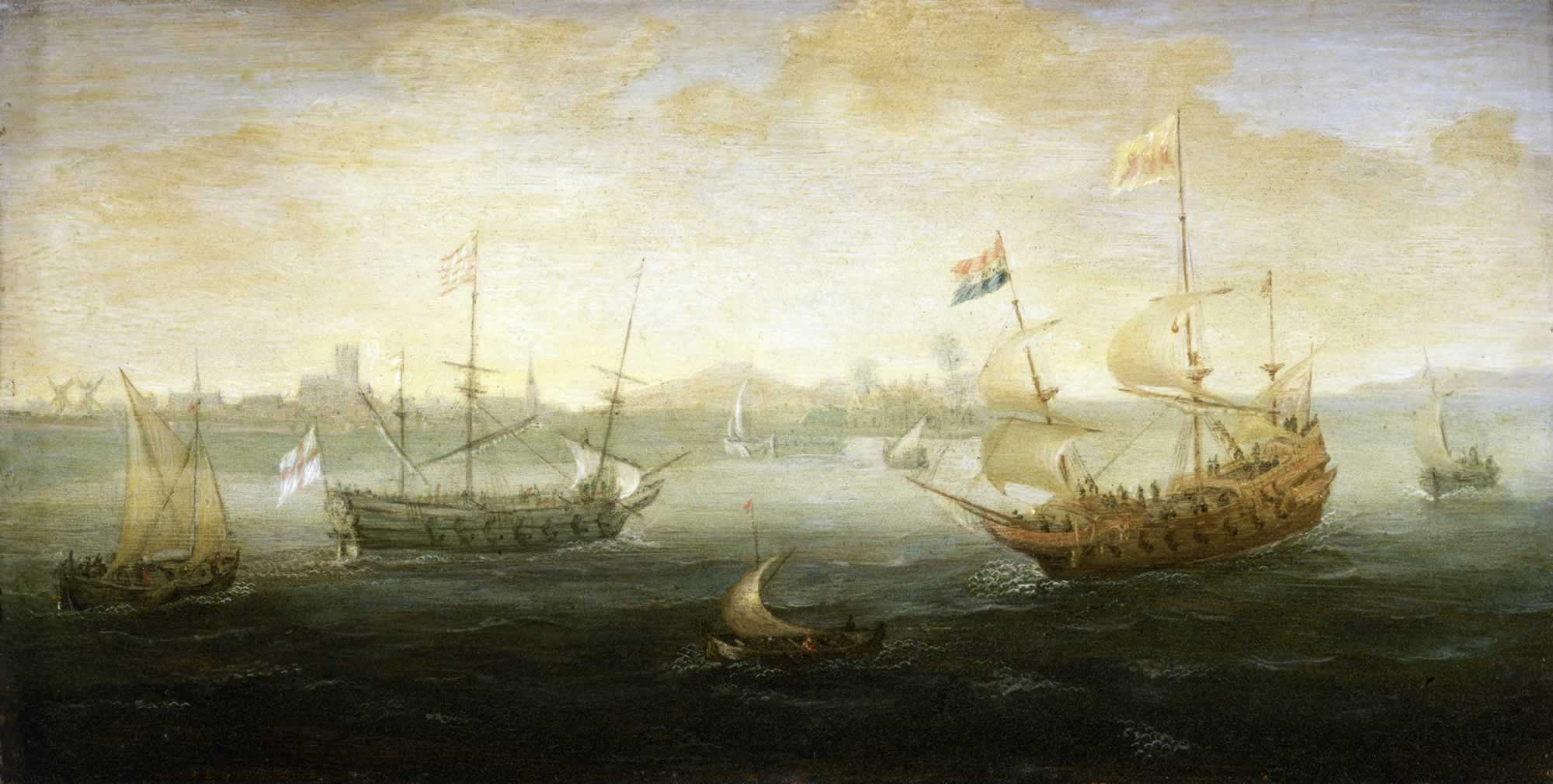
Abraham de Verwer: Holandská a anglická loď před přístavem

Jeho syn Justus de Verwer (1625–1688) byl také malířem marin.
Jeho díla jsou zastoupena v muzeích jako Rijksmuseum a Historické muzeum v Amsterdamu, Government Art Collection v Londýně, National Maritime Museum v Greenwichi nebo Reiss-Engelhorn-Museen v Mannheimu.